# Palazzo Bocconi

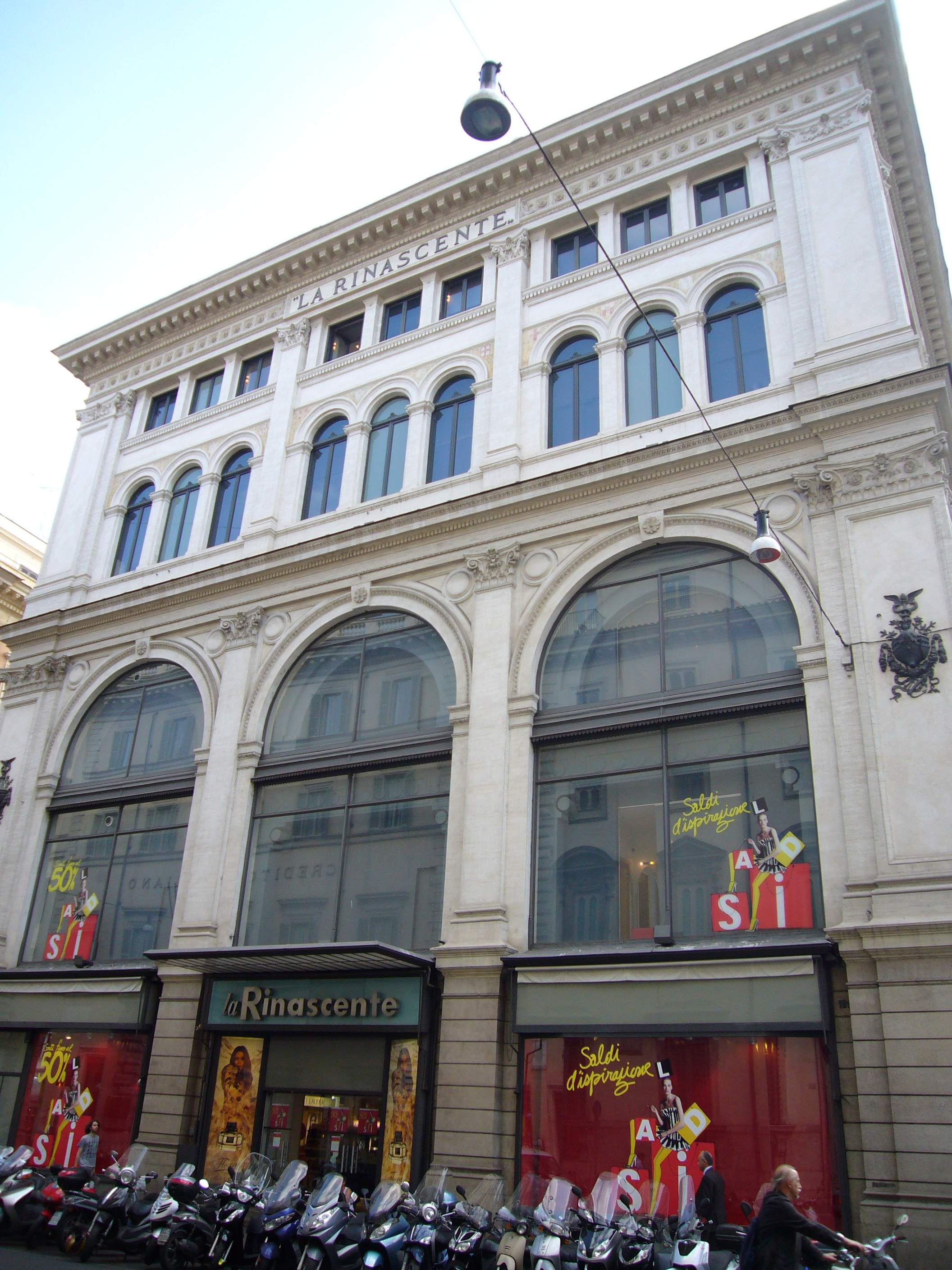
Vista do palácio na Via del Corso.

Palazzo Bocconi, conhecido também como Palazzo della Rinascente ou Palazzo La Rinascente 1920, é um palácio eclético localizado na Largo Chigi, no rione Colonna de Roma, na altura do número 189 da Via del Corso e ao lado da Galleria Alberto Sordi. Construído entre 1886 1889, abriga atualmente a principal loja da Zara na capital italiana.

## História
O palácio foi construído entre 1886 e 1889 por Giulio De Angelis para os irmãos Ferdinadno e Luigi Bocconi, proprietários da grande loja varejista "Aux villes d’Italie", ao lado da Piazza Colonna.
O projeto, apresentado em 1886 à comissão de construção — da qual o próprio De Angelis fazia parte, mas que naquela ocasião estava ausente — foi aprovado, apesar da altura maior que a permitida pela regulamentação de então, pelo caráter especial e pela fachada grandiosa. O edifício de planta quadrada tem 25 metros lado e cinco andares. Exceto pelo revestimento externo, todo o edifício é feito com uma profusão de estruturas metálicas. No exterior, a novidade é representada, contrariamente à tradição romana, pelas quatro fachadas idênticas. É difícil observar o edifício a partir de baixo sem tomá-lo como se fosse um sólido regular de forma quadrada, mas trata-se de um prisma de base trapezoidal com diedros verticais não lineares. O interior, com um sistema de múltiplas plataformas nas quais estão organizados os balcões, é concebido como uma estrutura aérea, baseada em uma ordem diferente de suportes de ferro fundido, cuja variação de design segue um processo de simplificação decorativa dos pisos inferiores aos superiores: oito pilares principais e outros tantos secundários, com os vários andares que se projetam sobre um espaço vazio, iluminados pela clarabóia como se fosse um poço de luz.

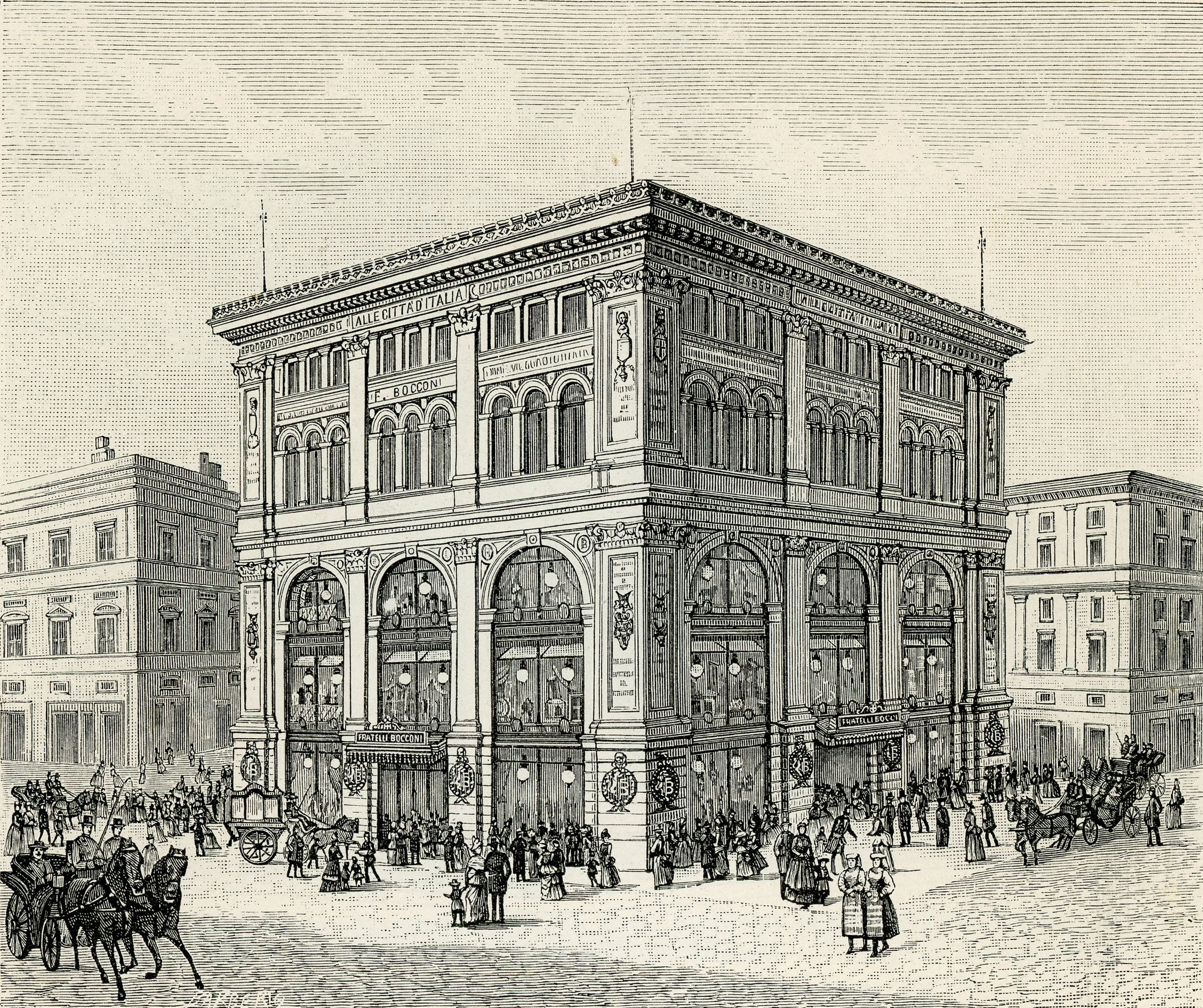
Gravura de 1894 com destaque para a iluminação elétrica do edifício, um dos motivos de seu grande sucesso na época.

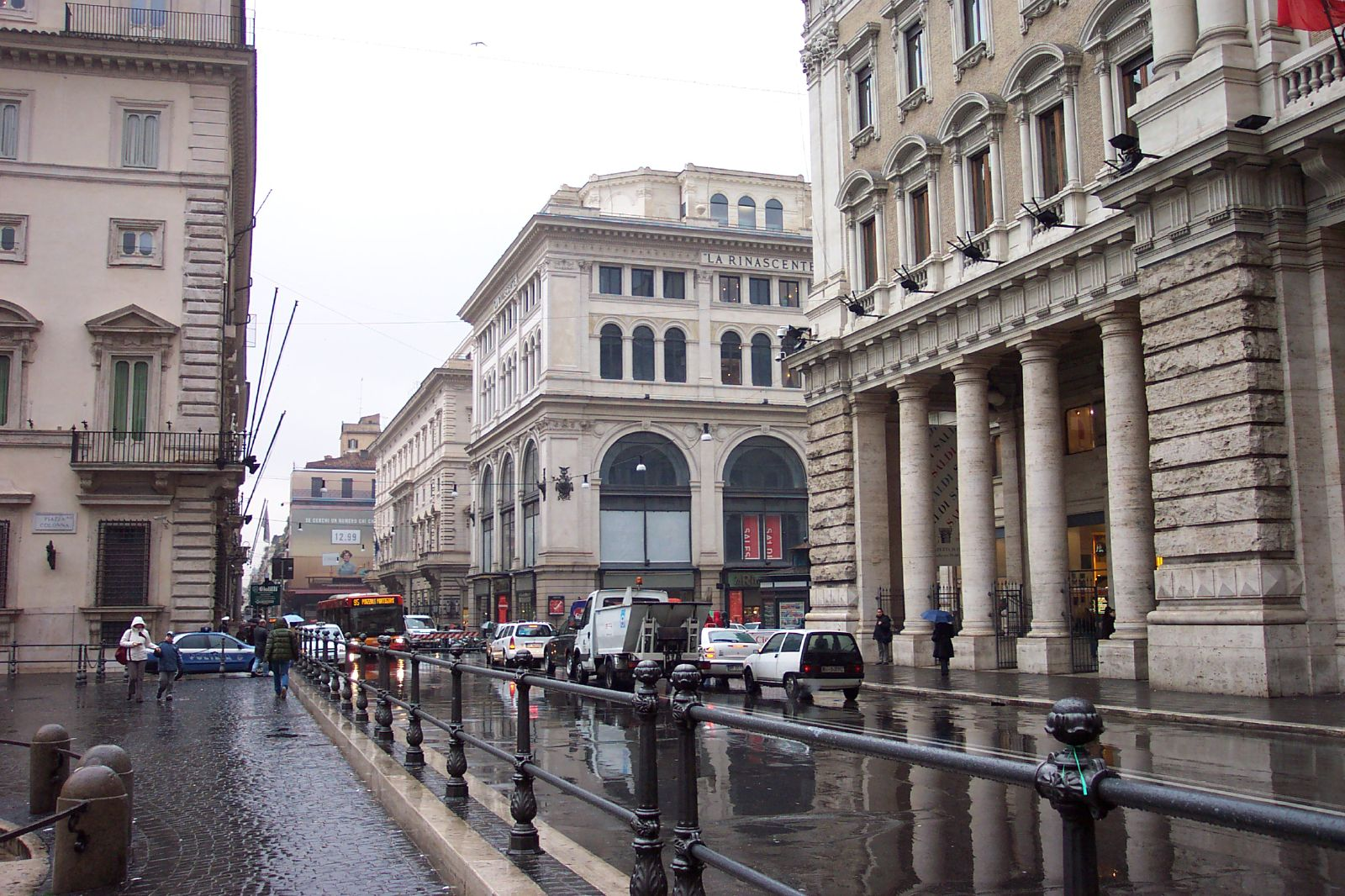
Vista a partir da Piazza Colonna ao longo da Via del Corso: primeiro a Galleria Alberto Sordi e depois o Palazzo della Rinascente. À esquerda, a esquina do Palazzo Chigi.

O uso do ferro fundido, cujo objetivo arquitetônico era decorativo, forneceu a solução para o problema da iluminação interna do palácio, considerado como um um ambiente em contato direto com o ambiente externo que se projeta sobre a via pública com objetivos publicitários e urbanísticos. Antes, nesta mesma afirmação da ideia do espaço de negócio como ambiente em direto contato com o exterior, De Angelis já havia comandado a reestruturação do complexo palaciano da família Sciarra di Carbognano, o Palazzo Sciarra di Carbognano e a Galleria Sciarra, onde também estão presentes os elementos estruturais metálicos, colunas em ferro fundido, tão característicos do Palazzo Bocconi.
Também nessa ocasião, reiterando a estranheza provocada entre os romanos, De Angelis se valeu de um pintor de Perugia, Annibale Brugnoli, que havia pintado a cúpula do Teatro Costanzi. A alteração sistemática da decoração e a transformação radical do andar térreo modificaram profundamente o aspecto original do edifício, mas ainda hoje é possível perceber a busca pela simplicidade e uma graduação do fluxo luminoso que permanece quase constante nos diferentes andares por causa da largura decrescente das aberturas conforme a altura.

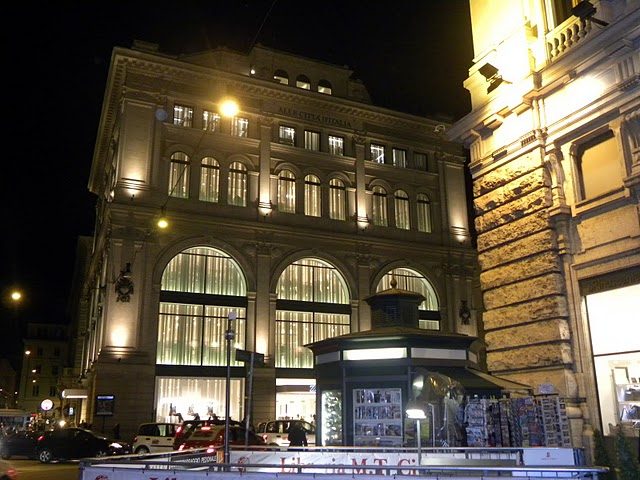
Vista noturna.

O estabelecimento Bocconi, como era então chamado, tornou-se em Roma a referência comercial mais importante para o vestuário pré-fabricado, em linha com um tipo de edifício que estava se espalhando por toda a Europa. A construção certamente inspira-se em experiências européias semelhantes: quatro anos antes, Paul Sédille havia começado a construir "Les magazins du Printemps" em Paris; a "Belle Jardiniere" de Henri Blondel já tinha dez anos de idade. Apesar das dimensões modestas em relação a estes modelos parisienses, lembrando o interior do "Bon Marché", como apareceu no discurso inaugural do rei Umberto I da Itália, o Palazzo Bocconi pode ser considerada uma obra muito avançada para os padrões italianos, o primeiro "Paradis des Dames", uma situação que perdurou por um longo tempo.
Logo depois, De Angelis construiu também o Palazzo Chauvet, na Via dei Due Macelli, retomando o tema da Galleria Sciarra.